# 阿戈斯特
阿戈斯特，是西班牙巴伦西亚自治区阿利坎特省的一个市镇。总面积67km2，总人口4193人（2001年），人口密度63人/km2。